# World Science Fiction Society
De World Science Fiction Society is een Amerikaans literair genootschap met het doel de interesse in sciencefiction en fantasy te vergroten.
De Society heeft geen vaste functionarissen, enkel kleine, vaste commissies, maar wel een groot aantal leden samengesteld uit de huidige World Science Fiction Convention (Worldcon).
De belangrijkste activiteiten zijn het organiseren van die conventie en het uitreiken van de Hugo Awards en de John W. Campbell Award for Best New Writer.
Van 1974 tot 1980 reikte de Society ook de Gandalf Grand Master Award voor fantasy schrijvers uit.